# Oxygonum pachybasis
Oxygonum pachybasis är en slideväxtart som beskrevs av Milne-redhead. Oxygonum pachybasis ingår i släktet Oxygonum och familjen slideväxter. Inga underarter finns listade i Catalogue of Life.